# Serapias lupiensis
Serapias lupiensis är en orkidéart som beskrevs av Medagli och Al. Serapias lupiensis ingår i släktet Serapias och familjen orkidéer.
Artens utbredningsområde är Italien. Inga underarter finns listade i Catalogue of Life.